# La Flamme qui s'éteint
Pour plus de détails, voir Fiche technique et Distribution.
La Flamme qui s'éteint (No Sad Songs for Me) est un film américain réalisé par Rudolph Maté et sorti en 1950.

## Synopsis
Entre son mari Bradford Scott, géomètre de son métier, et sa fille Polly, Mary Scott est une femme heureuse. D'ailleurs, elle se croit à nouveau enceinte et va consulter le docteur Ralph Frene, un ami de la famille. Ce dernier lui annonce que tel n'est pas le cas et que, d'après les examens poussés qu'il lui a fait passer, elle est atteinte d'un cancer incurable. Mary apprend l'horrible vérité: elle n'a plus que dix mois à vivre…

## Fiche technique
- Titre : La Flamme qui s'éteint
- Titre original : No Sad Songs for Me
- Réalisation : Rudolph Maté
- Scénario : Howard Koch, d'après un roman de Ruth Southard
- Chef opérateur : Joseph Walker
- Musique : George Duning
- Production : Buddy Adler pour Columbia Pictures
- Décors : Louis Diage
- Costumes : Jean Louis
- Genre : Film dramatique
- Durée : 88 minutes
- Dates de sortie :
  - États-Unis : 28 avril 1950
- Affiche : René Péron (France)

## Distribution
- Margaret Sullavan : Mary Scott
- Wendell Corey : Bradford Scott
- Viveca Lindfors : Chris Radna
- Natalie Wood : Polly Scott
- John McIntire : Docteur Ralph Frene
- Ann Doran : Louise Spears
- Richard Quine : Brownie
- Jeanette Nolan : Mona Frene
- Dorothy Tree : Frieda Miles
- Raymond Greenleaf : Mr Caswell
- Urylee Leonardos : Flora
- Lucile Browne : Mrs Hendrickson
- Harry Cheshire : Mel Fenelly
- Douglas Evans : Jack Miles
- Sumner Getchell : George Spears
- Harlan Warde : Lee Corbett
- Margo Woode : Doris Weldon
- John Berkes
- Paul E. Burns